# Richard Alderson
Richard Larm Alderson (10 de febrero de 1937) es un ingeniero de sonido y productor discográfico estadounidense, responsable de un buen número de grabaciones de artistas como Nina Simone, Bob Dylan, Harry Belafonte, Sun Ra, The Fugs, Pearls Before Swine, Roberta Flack o Grover Washington, Jr..

## Biografía
Nacido en East Cleveland, Ohio, creció sin embargo en la ciudad de Nueva York. Tras finalizar sus estudios, estuvo algún tiempo trabajando en tiendas de discos y ejerciendo de instalador de equipos de audio, antes de ser contratado por el Sherman Fairchild como ingeniero de sonido. Comenzó entonces a grabar actuaciones en diversos clubes de música folk en Nueva York, formando equipo de trabajo con el ingeniero de luces Chip Monck.  Su primera grabación comercial en vivo la realizó para Nina Simone y fue recogida en los álbumes Nina at the Village Gate (1962) y Nina Simone at Carnegie Hall (1963).  También realizó grabaciones de Thelonious Monk, así como de Bob Dylan en sus inicios. Estas últimas fueron publicadas muchos años más tarde en el álbum Live at The Gaslight 1962.  En 1962, diseñó y construyó los Estudios RLA en Nueva York, y al año siguiente comenzó a trabajar con Harry Belafonte.  Posteriormente, los estudios se rebautizaron como Impact Studios, tras la entrada de Belafonte como socio.
Albert Grossman invitó a Alderson a producir el sonido de la gira mundial de Bob Dylan en 1965–66 con The Band.  Al mismo tiempo continuó produciendo y dirigiendo grabaciones es su estudio de Nueva York artistas del sello Fania Records como Joe Bataan, así como sesiones de jazz para Prestige Records. Durante la segunda mitad de la década de 1960 trabajó para ESP-Disk Records, con artistas como Albert Ayler, Patty Waters, Sun Ra, The Fugs y Pearls Before Swine.  Muchos de ellos incorporaron a sus trabajos las innovaciones técnicas de Alderson como el uso de grabaciones de música concreta, tape splicing e instrumentos exóticos de percusión. También trabajó con músicos como Muddy Waters, Spanky and Our Gang y The Last Poets.
En 1969, Alderson se mudó a Chiapas, México, donde permaneció durante años, formó su propia banda y se dedicó a grabar la música indígena de la región que posteriormente fue publicada a través del sello Smithsonian Folkways.  Regresó a Nueva York en 1975 para fundar Rosebud Recording con Ralph MacDonald.  Allí supervisó grabaciones de artistas como Grover Washington Jr., Roberta Flack, Bill Withers y David Sanborn, entre otros.
Durante la década de 1980 continuó trabajando como ingeniero y asesor, creando Alderson Acoustics y diseñando varios estudios de grabación en torno a Nueva York. También produjo jingles, anuncios para televisión y algunos proyectos junto al productor y arreglista Rob Mounsey.  En 2010 Alderson fue nominado a un Premio Grammy en la categoría de Mejor arreglo para álbum, no clásica, por su trabajo en el álbum Swan Feathers de la cantautora Leslie Mendelson.